# بخش گرین کمپ، شهرستان ماریون، اوهایو
بخش گرین کمپ (به انگلیسی: Green Camp Township) یک منطقهٔ مسکونی در ایالات متحده آمریکا است که در شهرستان ماریون، اوهایو واقع شده‌است.
 بخش گرین کمپ ۶۳٫۱ کیلومتر مربع مساحت و ۱٬۱۷۹ نفر جمعیت دارد و ۲۷۹ متر بالاتر از سطح دریا واقع شده‌است.